# Avioane, trenuri și automobile
Avioane, trenuri și automobile (engleză: Planes, Trains & Automobiles) este un film de comedie american din 1987 scris, produs și regizat de John Hughes. În film joacă Steve Martin ca Neal Page, un lucrător executiv în domeniul marketing-ului extrem de nervos, care se întâlnește cu Del Griffith, interpretat de John Candy, un vânzător de inele pentru perdelele de la duș, mereu optimist, foarte vorbăreț și greoi în mișcări, care pare să trăiască într-o lume guvernată de un alt set de reguli. Cei doi ajuns să trăiască o odisee de trei zile de aventuri ca urmare a strădaniilor lui Neal de a ajunge acasă la Chicago, plecând din New York. Totul pentru a ajunge acasă la timp pentru cina de Ziua Recunoștinței împreună cu familia sa.

## Distribuție
- Steve Martin ca Neal Page
- John Candy ca  Del Griffith
- Laila Robins ca Susan Page

Drumul străbătut de Del Griffin și Neal Page în film

- Michael McKean ca  Polițist provincial
- Kevin Bacon ca  Șofer de taxi
- Dylan Baker ca Owen
- Olivia Burnette ca Marti Page
- Larry Hankin ca as Doobie
- Richard Herd ca Walt
- Matthew Lawrence ca Neal Page, Jr.
- Edie McClurg ca agentul de închirieri automobile din St. Louis
- Bill Erwin ca Omul din avion
- Ben Stein ca reprezentant al aeroportului din Wichita
- Lyman Ward (nemenționat) ca John
- William Windom (nemenționat) ca Bryant

## Coloana sonoră
1. "I Can Take Anything" ("Love Theme from Planes, Trains and Automobiles") (David Steele, Andy Cox and John Hughes) – 3:46
  - Interpretat de ETA cu Steve Martin și John Candy
2. "BA-NA-NA-BAM-BOO" (Elizabeth Westwood, Nick Burton & Robert Andrews) – 2:58
  - Interpretat de Westworld
3. "I'll Show You Something Special" (Desmond Morris, Mark Morriss and Steve Brown) – 3:28
  - Interpretat de Balaam and the Angel
4. "Modigliani" ("Lost in Your Eyes") (Susan Ottaviano, Jade Lee și  Theodore Ottaviano) – 3:53
  - Interpretat de Book of Love
5. "Power to Believe" (Nick Laird-Clowes și Gilbert Gabriel) – 5:13
  - Interpretat de The Dream Academy
6. "Six Days on the Road" (Earl Green și Carl Montgomery) – 3:06
  - Interpretat de Steve Earle & The Dukes
7. "Gonna Move" (Dave Edmunds și Nick Lowe) – 3:32
  - Interpretat de Dave Edmunds
8. "Back in Baby's Arms" (Bobby Montgomery) – 2:02
  - Interpretat de Emmylou Harris
9. "Red River Rock" (Tom King, Ira Mack și Fred Mendelsohn) – 3:26
  - Interpretat de Silicon Teens
10. "Wheels" (Chris Hillman și Gram Parsons) – 3:08
  - Interpretat de Stars of Heaven